# Campionats del món de ciclisme en ruta de 1999
Els Campionats del món de ciclisme en ruta de 1999 es disputaren del 3 al 10 d'octubre de 1999 a Verona, Itàlia.

## Resultats
|                                         | Or                                            | Or         | Argent                         | Argent | Bronze                       | Bronze  |
| Proves masculines professionals         |                                               |            |                                |        |                              |         |
| Cursa en línia masculina detalls        | Óscar Freire · Espanya                        | 6h 19' 29" | Markus Zberg · Suïssa          | + 4"   | Jean-Cyril Robin · França    | m. t.   |
| Contrarellotge masculina detalls        | Jan Ullrich · Alemanya                        | 1h 00' 28" | Michael Andersson · Suècia     | + 14"  | Chris Boardman · Regne Unit  | + 58"   |
| Proves femenines elit                   |                                               |            |                                |        |                              |         |
| Cursa en línia femenina detalls         | Edita Pučinskaitė · Lituània                  | 2h 59' 49" | Anna Wilson · Austràlia        | + 18"  | Diana Žiliūtė · Lituània     | m. t.   |
| Contrarellotge femenina detalls         | Leontien Zijlaard-van Moorsel · Països Baixos | 32'31"     | Anna Wilson · Austràlia        | + 4"   | Edita Pučinskaitė · Lituània | + 31"   |
| Proves masculines sub-23                |                                               |            |                                |        |                              |         |
| Cursa en línia masculina sub-23 detalls | Leonardo Giordani · Itàlia                    | 4h 22' 36" | Luca Paolini · Itàlia          | + 9"   | Matthias Kessler · Alemanya  | m. t.   |
| Contrarellotge masculina sub-23 detalls | José Iván Gutiérrez · Espanya                 | 39' 49"    | Michael Rogers · Austràlia     | + 1"   | Ievgueni Petrov · Rússia     | + 29"   |
| Proves masculines júniors               |                                               |            |                                |        |                              |         |
| Cursa en línia masculina júnior detalls | Damiano Cunego · Itàlia                       | 3h 14' 36" | Rouslan Kaioumov · Rússia      | + 5"   | Christophe Kern · França     | + 37"   |
| Contrarellotge masculina júnior detalls | Fabian Cancellara · Suïssa                    | 30' 36"    | Rouslan Kaioumov · Rússia      | + 42"  | Christian Knees · Alemanya   | + 49"   |
| Proves femenines júniors                |                                               |            |                                |        |                              |         |
| Cursa en línia femenina júnior detalls  | Genevieve Jeanson · Canadà                    | 1h 47' 16" | Trixi Worrack · Alemanya       | + 8"   | Noemi Cantele · Itàlia       | + 3'33" |
| Contrarellotge femenina júnior detalls  | Geneviève Jeanson · Canadà                    | 14' 33"    | Juliette Vandekerkove · França | + 11"  | Trixi Worrack · Alemanya     | + 23"   |

## Medaller
| Posició | País          | Or | Plata | Bronze | Total |
| 1       | Itàlia        | 2  | 1     | 1      | 4     |
| 2       | Espanya       | 2  | 0     | 0      | 2     |
| 2       | Canadà        | 2  | 0     | 0      | 2     |
| 4       | Alemanya      | 1  | 1     | 3      | 5     |
| 5       | Suïssa        | 1  | 1     | 0      | 2     |
| 6       | Lituània      | 1  | 0     | 2      | 3     |
| 7       | Països Baixos | 1  | 0     | 0      | 1     |
| 8       | Austràlia     | 0  | 3     | 0      | 3     |
| 9       | Rússia        | 0  | 2     | 1      | 3     |
| 10      | França        | 0  | 1     | 2      | 3     |
| 11      | Suècia        | 0  | 1     | 0      | 1     |
| 12      | Regne Unit    | 0  | 0     | 1      | 1     |
| Total   | Total         | 10 | 10    | 10     | 30    |